# Sojuz 4
Sojuz 4 è stata una missione della navicella spaziale sovietica Sojuz del gennaio 1969. Si trattò del terzo volo equipaggiato di questa capsula nonché del dodicesimo volo nell'ambito del programma Sojuz sovietico.

## Equipaggio

### Equipaggio durante il lancio
- Vladimir Aleksandrovič Šatalov (primo volo) comandante

### Equipaggio di riserva
- Heorhij Stepanovyč Šonin

### Equipaggio durante il rientro ed atterraggio
- Vladimir Aleksandrovič Šatalov (primo volo) comandante
- Aleksej Stanislavovič Eliseev (primo volo)
- Evgenij Vasil'evič Chrunov (primo volo)

## Missione
Sojuz 4 era una parte della missione congiunta svoltasi quale volo di coppia con la Sojuz 5. Entrambe le navicelle spaziali sovietiche si trovavano contemporaneamente nell'orbita terrestre ed erano equipaggiate da quattro cosmonauti in totale.
Le due navicelle spaziali si agganciarono il 16 gennaio 1969. Fu la prima volta nella storia dell'esplorazione spaziale umana che una manovra di aggancio di due navicelle spaziali equipaggiate riuscì. Entrambe le capsule erano collegate sia per la strumentazione elettronica come pure per quella meccanica, ma non erano dotate di un tunnel di collegamento per consentire il passaggio diretto dei cosmonauti da una navicella verso l'altra. Mentre Aleksej Stanislavovič Eliseev ed Evgenij Vasil'evič Chrunov stavano per indossare le loro tute spaziali per eseguire il passaggio di capsula lasciando la loro navicella attraverso un'attività extraveicolare, venne azzerata la pressione dal modulo orbitale della Sojuz 4 per consentire l'entrata dei due cosmonauti ed ovviare alla mancanza dell'airlock, del quale le capsule Sojuz non erano dotate. Dopo circa un'ora, Šatalov poté dare il benvenuto ai due cosmonauti che ora si trovavano a bordo della Sojuz 4. In questo periodo, la pressione interna nel modulo orbitale era stata riportata al livello abituale.
Le due capsule rimasero agganciate per 4 ore e 35 minuti, dopodiché si staccarono per effettuare separatamente il rientro in atmosfera e l'atterraggio.
L'obbiettivo della missione era stato centrato. Infatti fu la dimostrazione che le singoli fasi necessarie per effettuare il programma lunare sovietico potevano essere realizzate. La programmazione sovietica infatti prevedeva che un singolo cosmonauta passasse dal modulo orbitale verso il modulo di allunaggio e viceversa, esclusivamente tramite attività extraveicolare. La navicella sovietica infatti, al contrario delle capsule dell'Apollo americane, non erano dotate di un tunnel di collegamento tra modulo di comando e modulo lunare.
Ovviamente fu previsto di festeggiare tale successo per sfruttarlo per scopi propagandistici. Il Segretario Generale del PCUS Leonid Il'ič Brežnev avrebbe dovuto ricevere alcuni cosmonauti che avevano volato in precedenti missioni insieme a quelli di questo volo congiunto durante una cerimonia davanti al Cremlino. Ciò non fu possibile a causa di un tentativo di attentato al leader sovietico. Un ufficiale dell'Armata Rossa (Viktor Il'in) sparò ben otto volte sul convoglio, mirò erroneamente però sull'automobile che stava trasportando i cosmonauti Georgij Timofeevič Beregovoj, Aleksej Archipovič Leonov, Andrijan Grigor'evič Nikolaev e Valentina Vladimirovna Tereškova. Tutti rimasero illesi, ma l'autovettura di Brežnev oltrepassò il palco dove questi e l'equipaggio della Sojuz 4 e 5 attendevano invano il ricevimento da parte del leader sovietico.